# 李仁 (弘治舉人)
李仁（15世紀—16世紀），字一元，南直隸徽州府歙縣人，明朝政治人物。

## 生平
李仁是弘治五年（1492年）壬子科應天鄉試第三十五名舉人，正德元年（1506年）授道州同知，調泉州通判，當時劉瑾把持國政，賦役繁重，他說：「殘民奉上，吾不忍為也。」因拖欠稅款被罰米，府民得知後爭相協助支付欠米，陞知州。

## 引用
1. 1 2  民國《歙縣志·卷六·人物志》：李仁，字一元，領鄉薦除道州同知，課最遷泉州府通判，閹瑾持國柄，賦役繁興，仁曰：「殘民奉上，吾不忍為也。」坐逋貸罰米，民聞爭輦輸焉，遷知州，州人歌之。
2. ↑  民國《歙縣志·卷四·選舉志》：科目……明……（弘治）五年壬子鄉試……李仁 見宦蹟
3. ↑  同治《泉州府志·卷三十·名宦二》：李仁，字一元，歙縣人，領鄉薦除道州同知，正德間遷泉州府通判，閹瑾用事，賦役繁興，仁曰：「殘民奉上，吾不忍為也。」坐逋貸罰米，民聞爭輦輸焉，遷知州。